# チュ・ジフン
チュ・ジフン（주지훈、1982年5月16日 - ）は、韓国の俳優。身長187cm。体重73kg。本名はチュ・ヨンフン（朱 永鑂）。所属事務所はBLITZWAY ENTERTAINMENT。

## プロフィール
京畿大学校大衆媒体映像学部演技科卒業。
趣味・特技：ゲーム、バスケットボール、水泳。
ファッションモデルとして活躍し、数々のコレクションに出演。第21回ベストドレッサースワンアウォードモデル部門（2004年）、韓国ファッション写真家協会選定「最高のファッションビジュアルモデル賞」（2005年）を受賞した。
2006年に抜擢されたドラマ『宮』で演じた皇太子役で大ブレイク。
本格的なドラマデビューを前に、NHKで“最も期待される俳優”として『アジアのオトコマエ』という番組で紹介された。
2007年3月に日本で初のファンミーティングが開催された。同年3月21日から韓国ではドラマ『魔王』の放送が開始し、『魔王』の役作りのために5キロ減量した“完璧な肉体”が話題となった。また、同年8月6日に日本での公式サイトを開設した。
2009年5月19日、2008年4月中旬ごろにソウル市内の知人女優宅で合成麻薬（エクスタシー）やケタミンなどを投薬した容疑で在宅起訴され、同年6月23日、ソウル中央地裁より懲役6月、執行猶予1年、社会奉仕120時間、追徴金36万ウォン（約2万7000円）の判決が言い渡された。
2010年2月2日、兵役に伴う軍入隊のため京畿道議政府306補充隊へ入所し、2011年11月21日に1年9カ月にわたる陸軍での服務を終え除隊、2012年8月に映画「私は王である!」で復帰した。
デビューから入隊前までの所属事務所はヨベク（余白）エンターテイメント。
軍服務中の2011年1月にキーイーストと専属契約を締結し、
10年後の2021年1月にキーイーストの副社長出身のホン・ミンギが代表を務めるH&エンターテインメント（現BLITZWAY ENTERTAINMENT）へ移籍した。

## 出演

### 映画
- アンティーク 〜西洋骨董洋菓子店〜（2008年） ※原作：西洋骨董洋菓子店 - キム・ジニョク 役
- キッチン（2009年）- パク・ドゥレ 役
- 私は王である!（2012年）- チュンニョン大君、ドクチル 役
- 結婚前夜（2013年）- ハン・ギョンス 役
- 愛情容疑者（2014年）- 江翰(Jiang Han) 役
- コンフェッション 友の告白（2014年）- チョン・インチョル 役
- 背徳の王宮（2015年）- イム・スンジェ 役[10]
- アシュラ（2016年）- ムン・ソンモ 役
- 神と共に 第一章:罪と罰（2017年）- ヘウォンメク 役
- 神と共に 第二章:因と縁（2018年）- ヘウォンメク 役
- 工作 黒金星と呼ばれた男（2018年）- チョン・ムテク 役
- 暗数殺人（2018年）- カン・テオ 役
- 人質（2021年）※友情出演
- ハント（2022年）※友情出演
- ジェントルマン（2022年） - チ・ヒョンス 役
- ランサム 非公式作戦（2023年） - キム・パンス 役
- プロジェクト・サイレンス（2023年） - チョバク 役

### テレビドラマ
- ノンストップ3（2002年-2003年、KBS）
- 狎鴎亭の宗家（2003年、SBS）
- 昔の愛（2005年、MBC）
- 宮 -Love in Palace-（2006年、MBC） - イ・シン 役
- 魔王（2007年、KBS） - オ・スンハ 役
- 蒼のピアニスト（2012年、SBS）- ユ・ジホ 役
- メディカルトップチーム（2013年、MBC）- ハン・スンジェ 役
- 仮面（2015年、SBS） - チェ・ミヌ 役
- アイテム〜運命に導かれし2人〜（2019年、MBC） - カン・ゴン 役
- キングダム（2019年、Netflix） - イ・チャン（世子） 役
- ハイエナ -弁護士たちの生存ゲーム-（2020年、SBS） - ユン・ヒジェ 役
- キングダム2（2020年、Netflix） - イ・チャン（世子） 役
- 智異山〜君へのシグナル〜（2021年、tvN） - カン・ヒョンジョ 役
- 支配種（2024年、Disney+） - ウ・チェウン 役
- 愛は一本橋で（2024年、tvN） - ソク・ジウォン 役
- 照明店の客人たち（2024年、Disney+） - チョン・ウォニョン 役
- トラウマコード（2025年、Netflix） - ペク・ガンヒョク 役

### CM
- ショッピングモール「ハイヘリアット」
- カジュアルブランドナクナイン(NakeNine)
- ブランドBON
- DONGA OTSUKA　グリーンタイム
- ロッテ
- BMW
- IBM
- リーバイス
- POLO
- リーボック
- サイワールド
- KTF EVER
- SKテレコム「skyDBMフォン」
- シル・オンラインゲーム
- OBラガー
- BKR 「バーガーキング」（2020年）
- NAVER SERIES 「ハーレムの男たち」（2020年）
- ニューバランス（2020年）
- パルンチキン（2021年）
- ピングレ「バナナ牛乳」（2021年）

### ミュージックビデオ
- Lowdown30「처연」 - YouTube（2012年）
- Gain「Fxxk U (Feat. Bumkey)」 - YouTube（2014年）

### ミュージカル
- ドンジュアン（2009年）
- 生命の航海（2010年）

### 写真集
- LANDMARK-BOX（2007年10月19日）
- LANDMARK-HUGE（2007年10月19日）
- LANDMARK-PLAY（2007年10月19日）

著者チュ・ジフン／チーフプロデューサー宮谷仁人／プロデューサー川口知也
発売元／韓国再発見（株式会社イマージュ）

### DVD
- JU JI-HOON ALL OF ME-MY PLACE.MY FRIENDS AND MY LOVE（2010年6月23日、発売元／ユニバーサルミュージック）